# Франсис Дрејк
Сер Франсис Дрејк (енгл. Sir Francis Drake; Тависток, око 1540 — Портобело, 27. јануар 1596) био је енглески гусар, трговац робљем, морепловац, поморски јунак, политичар и грађевински инжењер у елизабетанском добу. Он је био први Енглез који је опловио Земљу од 1577. до 1580. и постао витез одлуком краљице Елизабете I. Он је био заменик командира енглеске флоте. Дрејк је најпознатији по свом обиласку света у једној експедицији, од 1577. до 1580. То је укључивало његов упад у Тихи океан, до тада подручје од ексклузивног шпанског интереса, и његов захтев за Нови Албион за Енглеску, подручје које је сада америчка држава Калифорнија. Његова експедиција започела је доба сукоба са Шпанцима на западној обали Америке, подручја које су западне флоте раније углавном оставиле неистраженим. Године 1586. пренео кромпир у Европу из Северне Америке.
Гусарским нападима на шпанске бродове допринео је енглеском освајању колонија, посебно у Северној Америци, имао значајну улогу у победи британске ратне морнарице 1588. године над шпанском „Непобедивом армадом“ у бици на Ламаншу. Након што је неуспешно напао Сан Хуан у Порторику, умро је од дизентерије у јануару 1596. Дрејкови подвизи учинили су га херојем за Енглезе, али његово гусарење навело је Шпанце да га означе пиратом, познатим као El Draque. Шпански краљ Филип II наводно је понудио награду од 20.000 дуката за његово хватање или смрт, око 6 милиона фунти (8 милиона УС долара) у савременој валути.

## Рођење и ране године
Франсис Дрејк рођен је у Тавистоку, Девон, Енглеска. Иако датум његовог рођења није званично забележен, познато је да је рођен док је били на снази шест чланака. Његов датум рођења се процењује из савремених извора као што су: "Дрејк је имао двадесет две године када је под његову команду стављена Џудит" (1566). То би датирало његово рођење на 1544. годину. Из два портрета произилази датум око 1540. године: један је минијатура коју је насликао Николас Хилијард 1581. године када је наводно да је имао 42 године, дакле рођен је око 1539. године, док је други, насликан 1594. године када је за њега речено да има 52 године, из чега следи да је његова година рођења око 1541. Дама Елиот-Дрејк, колатерални потомак и последњи носилац Дрејковог баронства, тврдила је у својој књизи о 'Породици и наследницима сер Франсиса Дрејка' да је Дрејкова година рођења била 1541.
Он је био најстарији од дванаест синова Едмунда Дрејка (1518–1585), протестантског фармера, и његове супруге Мери Мајлвеј. Наводно је први син добио име по свом куму Франсису Раселу, другом грофу од Бедфорда.
Због верских прогона током Побуне молитвеника 1549. године, породица Дрејк је пребегла из Девона у Кент. Тамо је Дрејков отац добио именовање војног свештеника у Краљевској морнарици. Заређен је за ђакона и постављен је за викара од Апнора цркве на Медвеју. Дрејков отац је упослио Франсиса као шегрта код комшије, бродарског мајстора и радили су на пловилу које се користио за обалску трговину, превозећи робу у Француску. Заповедник брода био је толико задовољан понашањем младог Дрејка да је, будући да је био неожењен и без деце, он завештао барку Дрејку.